# Marc Bauer
Pour les articles homonymes, voir Bauer.
Marc Bauer, né en 1975 à Genève, est un artiste suisse. Il vit et travaille à Berlin. Son support préféré est le dessin.

## Formation
- 1995-1999 École supérieure des beaux-arts, Genève
- 2002-2004 Rijksakademie van beeldende kunsten, Amsterdam Pays-Bas

## Expositions personnelles
- 2013 La Révolte et L'Ennui, FRAC Auvergne, Clermont-Ferrand, FR
- 2013 Le Collectionneur, Centre Culturel Suisse, Paris, FR
- 2012 Pleins Pouvoirs, septembre, La Station, Nice, FR
- 2012 Le ravissement mais l'aube, déjà, Musée d'art de Pully, with Sara Masüger, Lausanne, CH
- 2012 Nature as Territory, Kunsthaus Baselland, Muttenz/Bâle, CH
- 2012 Der Sammler, Gallery Freymond-Guth, Zürich, CH
- 2011 Totstell-Reflexe, Kunstmuseum St. Gallen, St. Gallen, CH
- 2010 E la neve e il trionfo, CAR Projects, Bologna, IT
- 2010 Premier conte sur le pouvoir, MAMCO, Genève, CH
- 2009 Threesome, I,II,III, Museo Cantonale d'Arte, Lugano
- 2009 Ambassade, Praz-Delavallade gallery, Paris, FR
- 2009 LAQUE, FRAC Auvergne, Clermont-Ferrand, FR
- 2008 Panorama, Todtnauberg, Art Statements, Art 39 Bâle. CH
- 2008 Stomme Doos, Substitut, Berlin, DE
- 2007 Gegen mein Gehirn, Galerie Elisabeth Kaufmann, Zürich, CH
- 2007 History of Masculinity, Attitudes, Genève
- 2006 Geschichte der Männlichkeit (III), o.T. Raum für aktuelle Kunst, Lucerne
- 2005 Overthrowing the King in His Own Mind, Kunstmuseum Solothurn, Solothurn
- 2005 Eine kleine Geschichte der Infamie, Galerie Nicolas Krupp, Bâle
- 2004 Tautology, Stedelijk Museum Bureau, Amsterdam
- '2004 Happier Healtier, Store Gallery, Londres

## Expositions Collectives (sélection)
- 2015 Un dessein de dessins. FRAC Auvergne. Clermont-Ferrand, FR
- 2012 Reality Manifestos, or Can Dialectics Break Bricks?, Kunsthalle Exnergasse, Vienna, AT
- 2011 Acquisitions récentes, cabinet d'art graphique, Centre Pompidou, Paris, FR
- 2011 Le réel est inadmissible, d’ailleurs il n’existe pas, Centre d’Art du Hangar à Bananes, Nantes, FR
- 2011 The Beirut Experience, Beirut Art Center, Beirut, LB
- 2011 In erster Linie, Kunstmuseums Solothurn, CH
- 2011 Bild für Bild - Film und zeitgenössische Kunst Aus der Sammlung des Centre Pompidou, Museum Ostwall, Dortmund. DE
- 2010 Voici un dessin Suisse (1990-2010), Musée Rath, Genève, CH
- 2010 Célébration, FRAC Auvergne, Clermont-Ferrand, FR
- 2009 Made in China, Kunstmuseum Bern, Bern. CH
- 2009 Usages du document, Centre Culturel Suisse, Paris. FR
- 2008 Shifting identities, Kunsthaus, Zürich
- 2006 Swiss Art Awards 2006, Messe Basel, Basel
- 2006  Eau Sauvage, Lucy Mackintosh, galerie d'art contemporain, Lausanne
- 2005 Swiss Art Awards 2005, Messe Basel, Basel
- 2005 Buenos dias Santiago, Museum of Contemporary Art, Santiago de Chili
- 2005 Glaskultur, Koldo Mitxelena Kulturunea, San Sebastian (E)
- 2004 Swiss Art Awards 2004, Messe Basel, Basel
- 2004 Fürchte Dich, Helmhaus, Zürich
- 2004 A Molecular History of Everything, Australian Centre for Contemporary Art, Melbourne
- 2003 Durchzug/Draft, Kunsthalle, Zürich

## Prix
- 2020 : Prix Meret Oppenheim
- 2009 : Prix culturel Manor, Genève
- 2006 : Prix fédéral d'art
- 2006 : Résidence à Pékin, Fondation GegenwART, Berne
- 2005 : Prix fédéral d'art
- 2005 : Institut suisse de Rome
- 2001 : Prix fédéral d'art
- 1999 : Prix Théodore Strawinsky, Genève